# 121 État 2078 à 2505
Les 121 État 2078 à 2505 sont des locomotives de vitesse des chemins de fer de l'Etat, utilisées pour la traction des trains rapides du réseau. 

## Histoire
La série se compose de 11 locomotives de type 121, résultant de la transformation en 1894 de locomotives du type 120. Elles sont numérotées 121-029 à 121-039. En 1938, lors de la création de la SNCF, elles formeront la série des 3-121 B 29 à 37.

## La construction
La construction se déroule dans l'ordre suivant:
n° 2078, livrée par Schneider en 1883
n° 2079 à 2100, livrées par Fives-Lille en 1883
n° 2501 à 2528, livrées par Fives-Lille en 1883
Dans cette série 11 locomotives sont transformées en 121.

## Caractéristiques
- Pression de la chaudière : 8 kg/cm2
- Surface de grille : 1,33 m2
- Surface de chauffe : 191,6 m2
- Diamètre des cylindres HP : 440 mm
- Diamètre des cylindres BP : 650 mm
- Diamètre des roues motrices : 2 020 mm
- Empattement des roues motrices: 4 m
- Masse en ordre de marche : 40 t
- Capacité en eau du tender: 6 500 l
- Capacité en charbon du tender: 5 t
- Longueur hors tout : 10,174 m [2]